# Philipp Friedrich Hiller
Philipp Friedrich Hiller (förr ibland försvenskat Philip eller Filip Fredrik), född 6 januari 1699 i Mühlhausen an der Enz, idag en stadsdel i Mühlacker, Württemberg, död 24 april 1769 i Steinheim am Albuch i närheten av Stuttgart, var en tysk teolog och psalmdiktare i pietistisk anda.
År 1713 kom Hiller till klosterskolan i Denkendorf, där han studerade under Johann Albrecht Bengels uppsikt. Han blev magister i Tübingen 1720, varefter han 1724 påbörjade sin prästbana. År 1736 blev Hiller pastor i sin födelsestad. Hans skrifter, alla av andligt innehåll, består till stora delar av andliga sånger, och han skrev över 1 000 sådana.
Hans psalmer och skrifter finns publicerade i översättning till svenska av bland andra Severin Cavallin. I en husandaktsbok för var dag av året av Magnus Friedrich Roos, i Cavallins översättning, finns Hillers texter för både morgon- och aftonandakter.

## Psalmer
- Får på ditt dyra huvud nummer 52 i Sions Sånger 1951 och nummer 16 Sions Sånger 1981 under rubriken "Från Getsemane till Golgata".
- När jag den törnekrona nummer 83 i 1937 års psalmbok och nummer 454 i 1986 års psalmbok